# 2709 Sagan
2709 Sagan là một tiểu hành tinh vành đai chính, được Edward L. G. Bowell phát hiện vào năm 1982. Tiểu hành tinh này được đặt theo tên của nhà thiên văn học Carl Sagan.